# Podkarpacki Park Naukowo-Technologiczny
Podkarpacki Park Naukowo-Technologiczny Aeropolis – park technologiczny utworzony 2006 r. Obejmuje obszar 70 ha, w miejscowości Jasionka na północ od Międzynarodowego Portu Lotniczego Rzeszów – Jasionka, około 10 km od centrum Rzeszowa. Druga część Parku zostanie utworzona na obszarze Rogoźnicy (Głogów Małopolski). W skład parku wchodzi też preinkubator przedsiębiorczości zlokalizowany w Politechnice Rzeszowskiej. Centrum zarządzania Parkiem znajduje się w Rzeszowskiej Agencji Rozwoju Regionalnego.
Misją Parku jest stymulowanie wielofunkcyjnego rozwoju ekonomicznego województwa podkarpackiego, wspieranie przedsiębiorczości zorientowanej na zaawansowane technologie. Zadaniem technicznym Parku jest zgromadzenie na jego terenie firm z branży lotniczych i nowych technologii, które otrzymają pod swoją działalność uzbrojone tereny wyposażone we wszystkie potrzebne media i drogi dojazdowe.
Lokalizacja Parku wynika z bezpośredniego sąsiedztwa portu lotniczego, autostrady A4 oraz stolicy regionu, która ma zapewnić odpowiednio przeszkolone kadry (przede wszystkim z Politechniki Rzeszowskiej). Wartość projektu wynosi w przybliżeniu 40 100 000 zł.
Wśród firm, które zainwestowały na terenie Parku są m.in.:
- BorgWarner Turbo Systems - zajmuje się produkcją turbosprężarek
- MTU Aero Engines Polska - produkuje silniki lotnicze do zastosowania cywilnego i wojskowego
- OPTeam S.A. - producent i integrator systemów wykorzystujących technologie kart elektronicznych
- Yanko Sp. z o. o. - firma zajmująca się produkcją opakowań
- Systemy Informatyczne Set(h) Sp. z o.o. - producent oprogramowania dedykowanego dla najważniejszych sektorów gospodarki: rolno-spożywczego, TSL, produkcyjnego. Firma świadczy również usługi w dziedzinie nowoczesnych technologii.